# Tracy Chamoun
Tracy Chamoun (en arabe : ترايسي شمعون), née le 22 octobre 1960 au Liban, est une femme de lettres, diplomate et femme politique libanaise. Elle est de juillet 2017 à août 2020 ambassadrice du Liban en Jordanie.

## Biographie
Elle est l'une des deux filles survivantes de Dany Chamoun (1934 – 1990), ancien chef du Parti national-libéral (PNL), qui a joué un rôle important lors de la guerre civile libanaise, et la petite-fille de l’ancien président de la République libanaise Camille Chamoun. Sa mère est le mannequin australien Patricia Joan Morgan (1928-2001).
Elle a envisagé de perpétuer l'action politique de son père, assassiné en 1990, via la fondation Dany-Chamoun. Elle a écrit un livre en français, Au nom du père, une autobiographie dans laquelle elle détaille sa relation avec son père et les expériences douloureuses qu'elle a connues durant la guerre, notamment son enlèvement avec sa mère en 1980 par la milice phalangiste de Bachir Gemayel.
Située dans l'opposition à la politique syrienne au Liban, elle a néanmoins des relations tendues avec le leadership actuel du PNL dirigé par son oncle Dory Chamoun. Cependant elle a toujours refusé de l'attaquer publiquement.
Elle s'est jurée d’obtenir justice des assassins de son père. Samir Geagea, chef des Forces libanaises a été arrêté en 1994 et jugé pour cet assassinat. Il a été condamné à vie et a été amnistié en 2005.
Tracy Chamoun a publié son nouveau livre Le sang de la paix sorti le 23 avril 2013 en France aux Éditions Jean-Claude Lattès qui raconte son histoire, la guerre du Liban et le procès intenté par sa famille.
Elle est à la tête du Parti des démocrates libres.

## Démission de sa fonction d'ambassadrice
Après les explosions du 4 août 2020 au port de Beyrouth, elle annonce, sur le plateau de Sar el Walet sur la MTV, le jeudi 6 août, qu'elle présenterait sa démission de sa fonction d'ambassadrice estimant qu'elle « ne pouvait plus représenter l'État libanais ».
À la LBCi, elle déclare : 

« En tant qu'ambassadrice, je ne pense plus pouvoir représenter cet État à l'étranger. »

Elle a accusé les dirigeants d'avoir fait preuve de « négligence », ce qui a mené à un « massacre inacceptable ».

## Œuvres
- Au nom du père, J.-C. Lattès, 1992  (ISBN 2709611430) prix Monsieur et Madame Louis-Marin de l’Académie des sciences d’outre-mer
- Amaré, J.-C. Lattès, 1994   (ISBN 9782709613712)
- Le sang de la paix, J.-C. Lattès, 2013  (ISBN 9782709643764)